# ゴエルロ計画

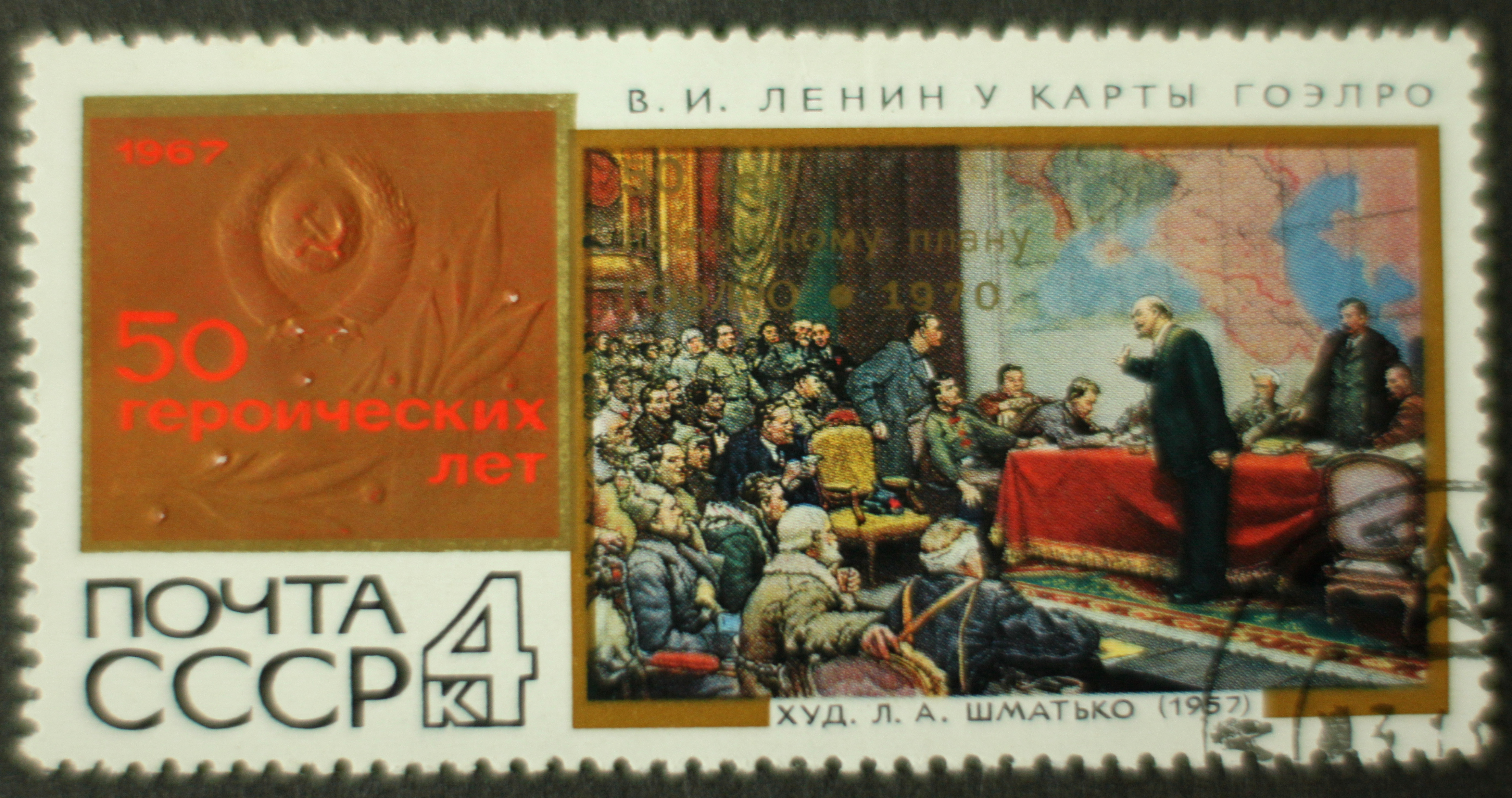
絵画「レーニンとゴエルロ地図」（1957年）を使った切手（1967年）

ゴエルロ計画（ごえるろけいかく。ロシア語: план ГОЭЛРО。ゴエルロプランとも）は、国家経済の回復と発展のための最初のソビエトの計画だった。これはその後、ゴスプランが起草することになる五カ年計画のプロトタイプになった。ゴエルロGOELROとは「ロシアの電化のための国家委員会」(Государственная комиссия по электрификации России)のロシア語の略語の音訳である。
委員会と計画とは、ウラジーミル・レーニンによって設立され、監督された。共産主義を完成させるための電化の重要性に対するレーニンの信念は、次の言葉で知られている。
共産主義とはソヴェイト政府、プラス、全国土の電化である。—レーニン、

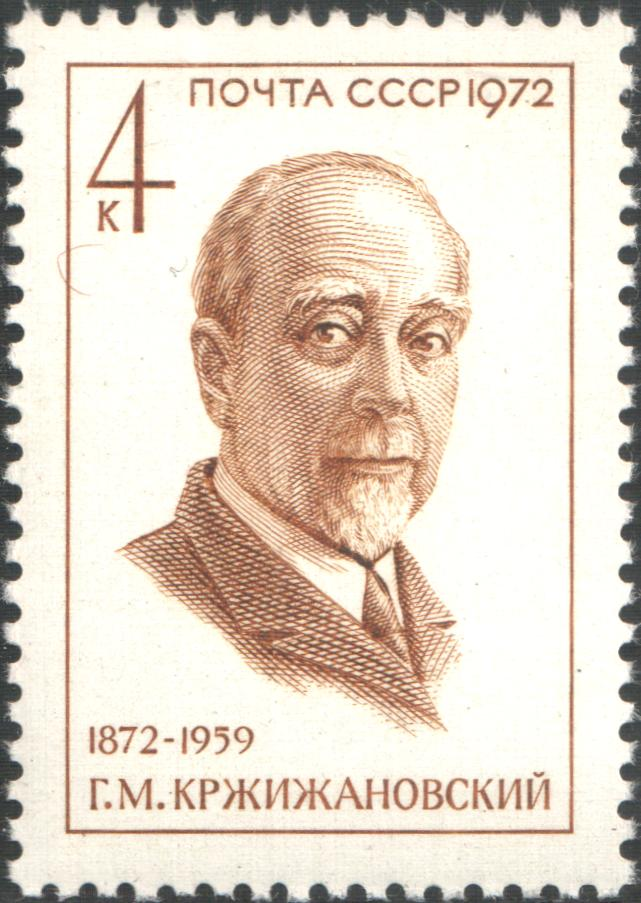
総責任者となったクルジジャノフスキー生誕100年の記念切手

電化計画に関する全ロシア中央執行委員会（VTsIK）の1920年2月3日の議決に基づき、最高国民経済会議（ヴェセンハ VSNKh）の幹部会によって1920年2月21日にゴエルロの委員会が設立された。委員会の議長はグレプ・クルジジャノフスキー。委員にはジェンリク・グラフティオ、イヴァン・アレクサンドロフ、ミハイル・シャターリンなど、約200人の科学者と技術者が参加した。1920年中に委員会は「ロシア・ソビエト連邦社会主義共和国電化計画」（ ロシア語: План электрификации Р.С.Ф.С.Р ）を立案した。計画は1920年12月22日の第8回全ロシア・ソヴィエト会議によって承認され、1921年12月21日に人民委員会議 （ソビエト政府）に受理された。
この計画は、国の全面的な電化に基づいてソビエト経済を大々的に再構築しようというものだった。レーニンが述べた目標は、「...近代的な高度な技術に基づく産業の組織化は、町と国とを結びつける電化に基づいて、町と国との間にある分断状態を終わらせる。地方の文化レベルを引き上げ、国中どんな遠隔地だったとしても、後進性、無知、貧困、病気、そして野蛮を克服できるようになるだろう」
1972年には、ソ連政府によって国土の電化があらゆる社会問題を解決できるとする『電化を進めよ』というプロパガンダアニメが製作された。

## 実行
ゴエルロの立てた計画は10年、または15年の間実施された。計画は、ソ連全土を次の8つの地域に分け、地域差を考慮してそれぞれ異なる開発戦略をとっていた。8地域とは南部地域、中央産業地域、北部地域、 ウラル地域、 ヴォルガ地域、 トルキスタン地域、 コーカサス地域、西シベリア地域である。
計画には、大規模水力発電所10箇所を含む30地域の電力ネットワークの構築と、その電力を使用する大規模な工業企業多数の設立が含まれていた。1913年のロシア帝国の総発電量19億kWhと比較して、年間の国内総発電量を88億kWhに増やすことを目的としていた。ソビエトのプロパガンダは、計画は基本的に1931年までに達成されたと主張した。実際には、計画されていた十大水力発電所のうち、1930年までに建設されたのは3か所、ヴォルホフ川のヴォルホフ水力発電所、 スヴィリ川の下スヴィリ水力発電所、ドニエプル川のドニエプル水力発電所だけだった。それにもかかわらず、1931年には88億kWhの目標が達成された。その後も発電量は大幅に増加し続け、1932年の第一次五カ年計画の終了時には135億kWhに達し、1937年に360億kWh、1940年には480億kWhに達した。
イヴァン・アレクサンドロフは後に、ソ連全土を（帝政時代やそれ以前に遡るような）旧来の政治的な区割りではなく経済的な合理性に基づいた21の経済地域（内訳はヨーロッパ13、アジア8）に区分けされたゴスプラン地域委員会を指揮した。
電球を意味する「イリイチのランプ」（лампочкаИльича）という用語はレーニンに由来し、このプランを想起させる物である。

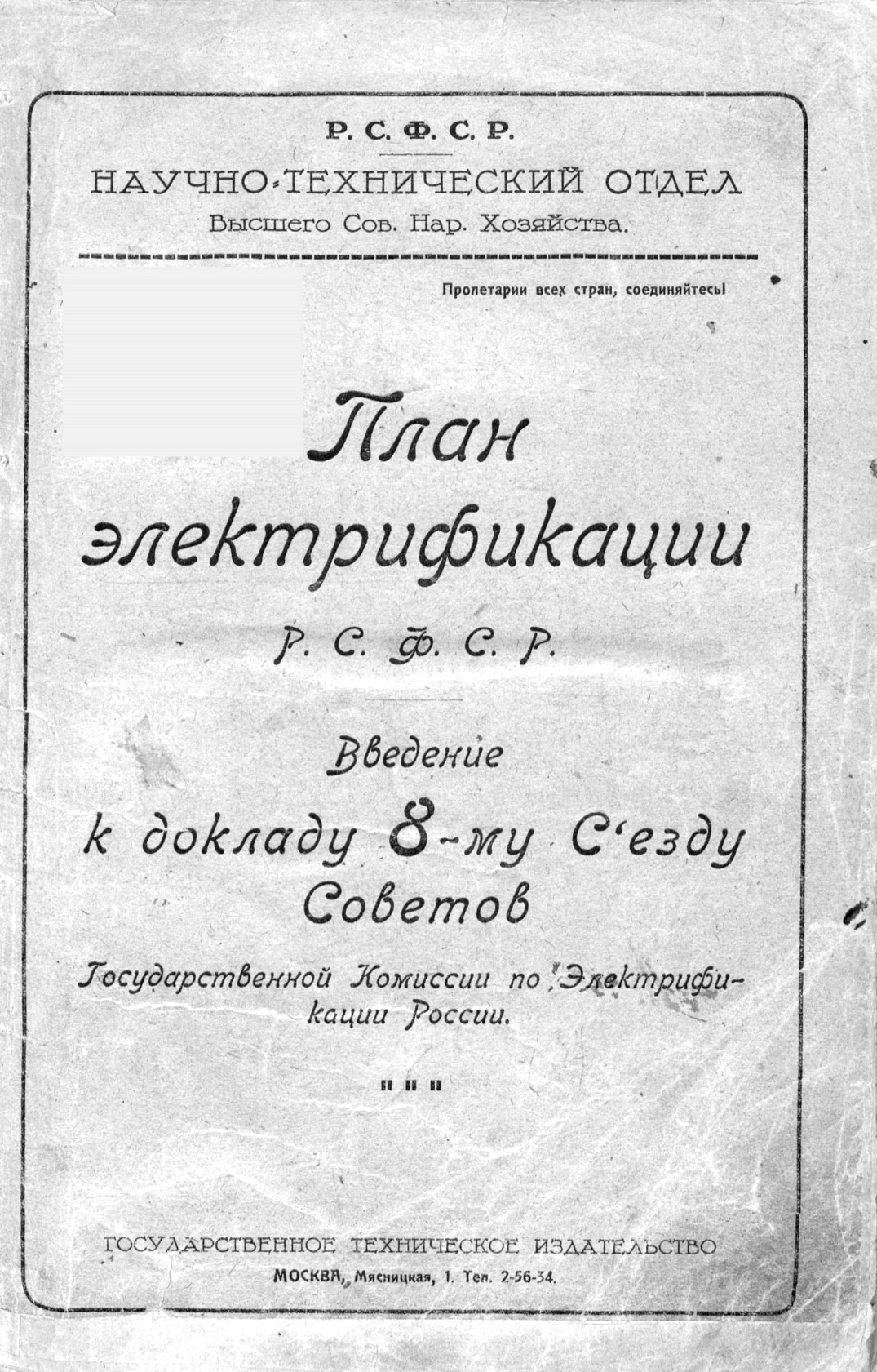
ゴエルロ計画の表紙、1920年
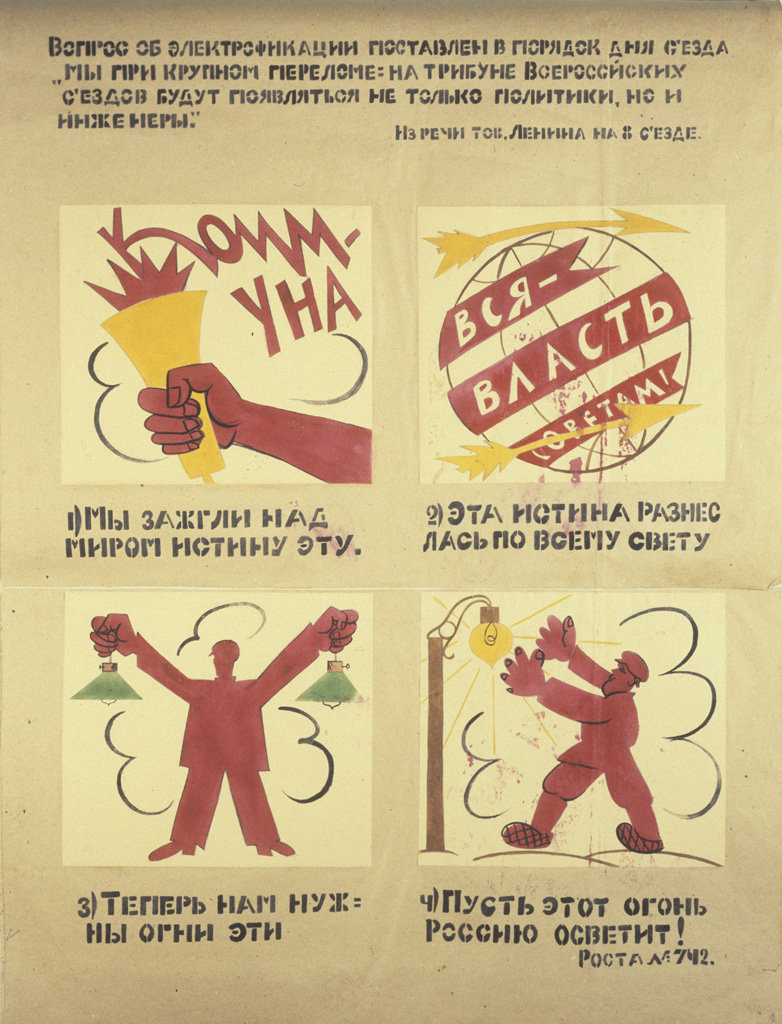
ウラジミール・マヤコフスキーによるロシアの電化に捧げられたポスター＃742「ロスタウィンドウズ」
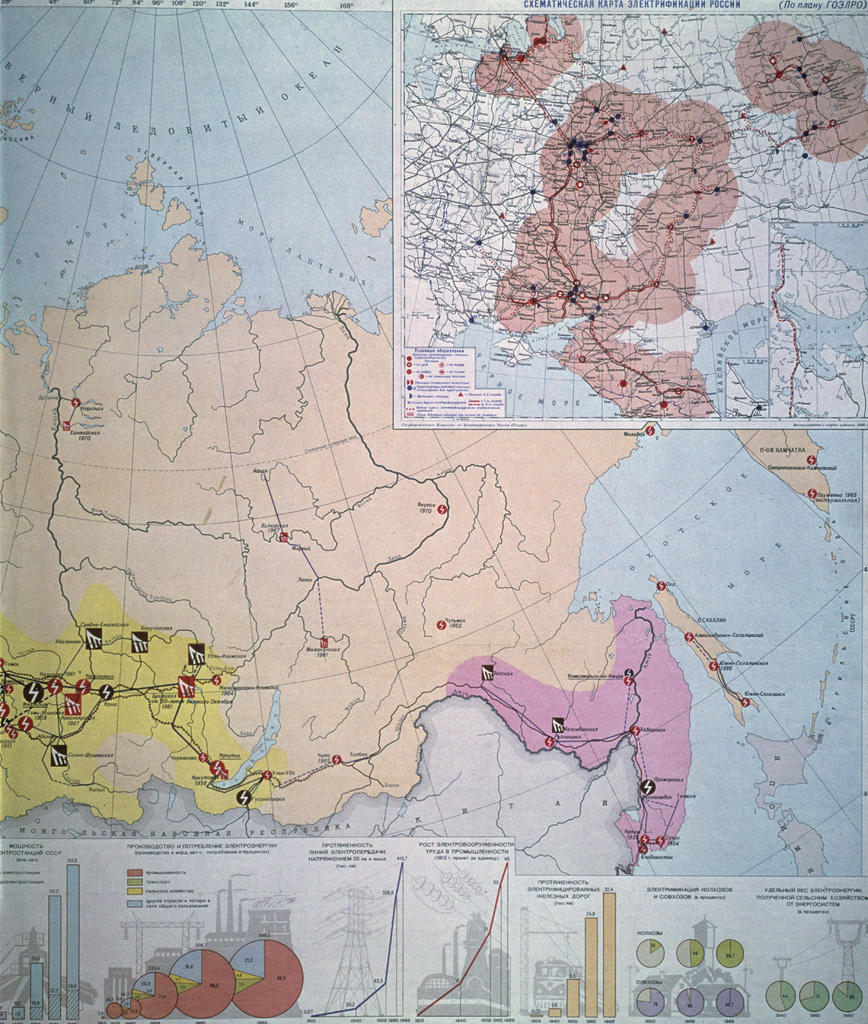
ロシアの電化を描いた地図（1973）
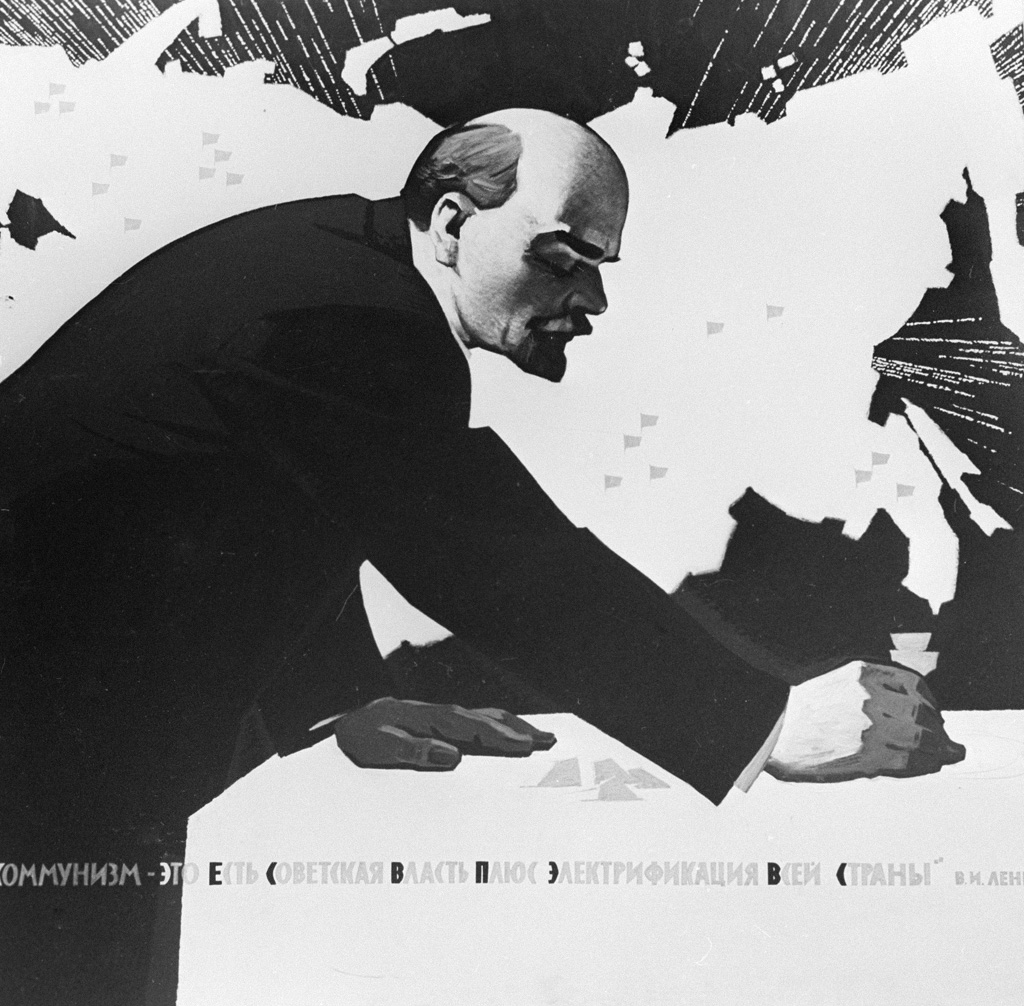
「ゴエルロ計画」ポスター（アレキサンドル・レメシェンコ、1967年）
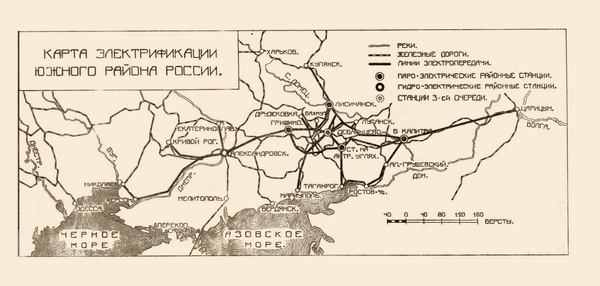
ゴエルロ計画による南部地区の電化